# Ubuntu Live USB creator
Ubuntu Live USB creator é uma ferramenta oficial para criar Live USBs do Ubuntu a partir de um ficheiro .iso. Já está incluído nos repositórios do Ubuntu 8.10.

## Características
- Opcional: Activa a persistência (para permitir salvar mudanças feitas ao sistema)
- Indicador de progresso
- Não formata o dispositivo (USB flash drive, disco rígido externo, etc...)